# Elektrisiergerät

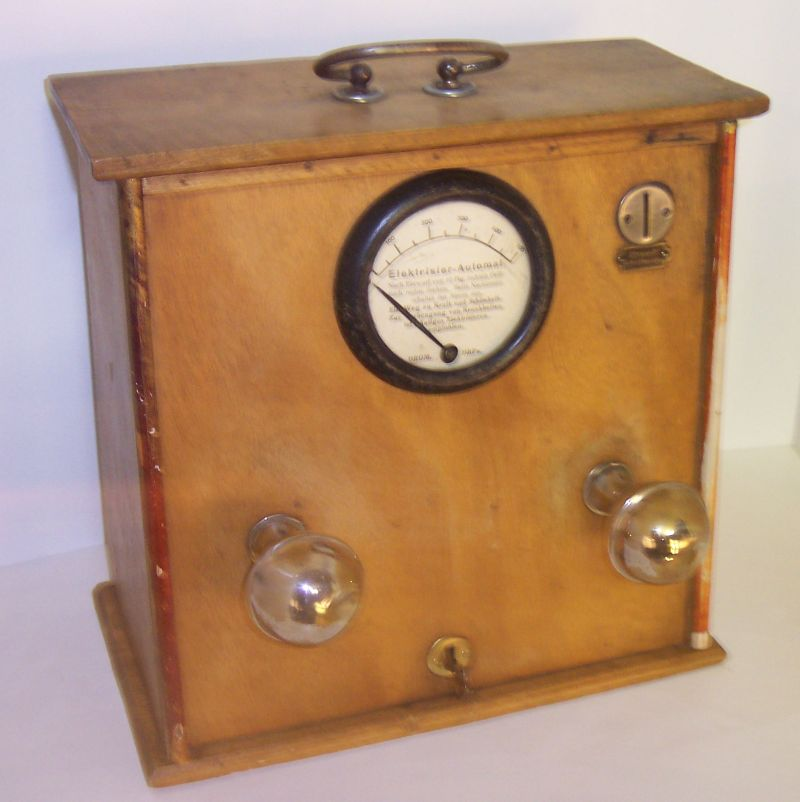
Elektrisier-Automat

Ein Elektrisiergerät ist ein elektrisch betriebenes Gerät, das dazu geeignet ist, einen Stromfluss durch einen Menschen herzustellen, ohne diesem dadurch zu schaden. Im Prinzip handelt es sich um einen hochohmigen, einstellbaren Transformator. Bereits Thomas Alva Edison jr. entwickelte so ein Gerät. Um 1900 waren die Ärzte der Meinung, dass das Elektrisieren gesund sei. Es entstand eine Vielzahl von Geräten, auch für den Heimgebrauch, die als Therapiegerät gegen Müdigkeit, Rheumatismus und Nervosität beworben wurden.
Im 20. Jahrhundert, vereinzelt auch noch heute wurden entsprechende Apparate als Vergnügungsgeräte auf Jahrmärkten aufgestellt. Der Spieler konnte nach Münzeinwurf mit zwei metallischen Klinken den auf einer Skala angezeigten, durch den Körper fließenden Strom steigern, bis das Kribbeln in den Händen allzu schmerzhaft wurde. Das reizte zum Wettbewerb mehrerer Personen.

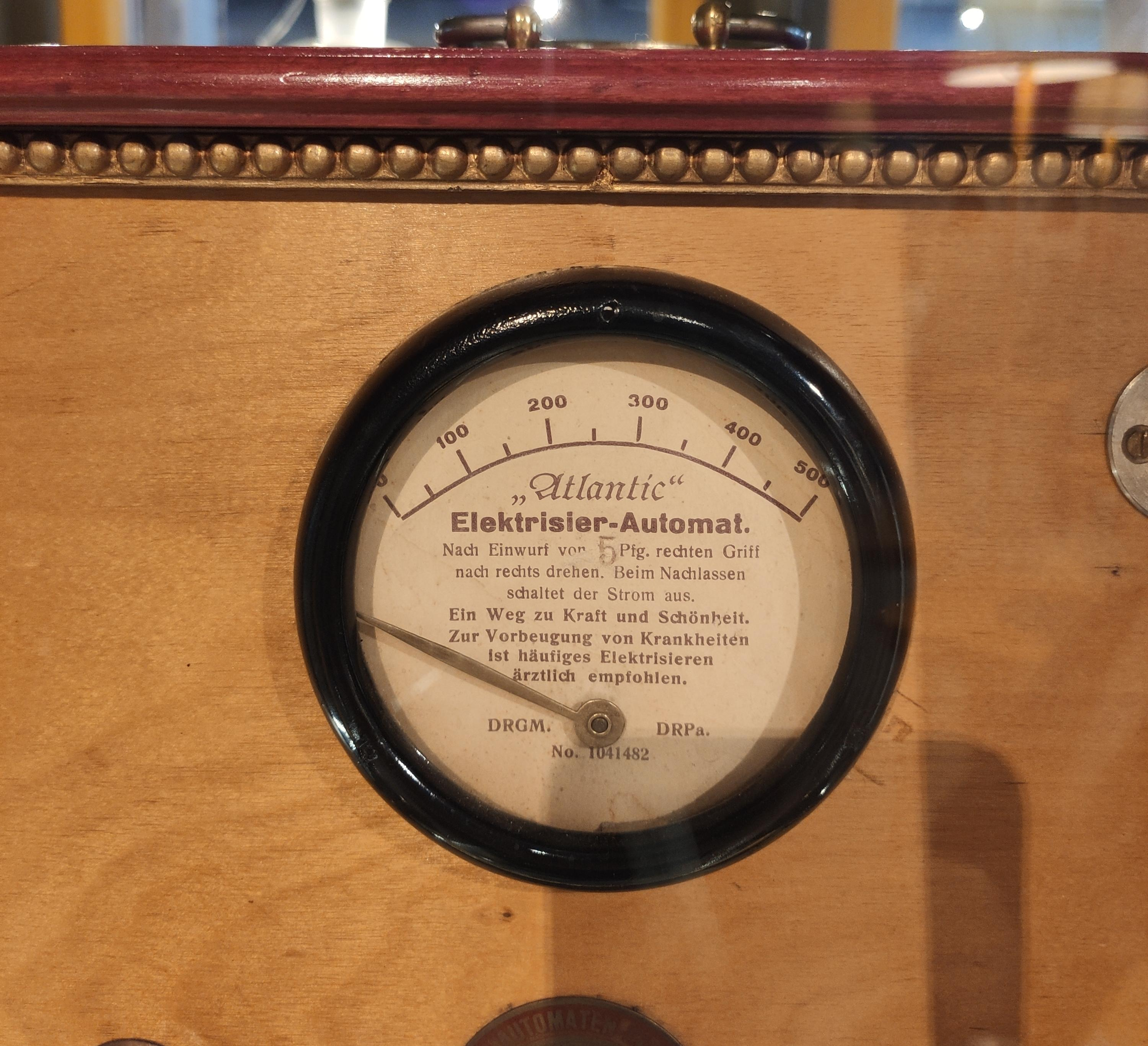
Skala eines Elektrisierautomaten ausgestellt im NEMO Amsterdam